# 也斤赤
也斤赤，全名也斤赤·伊本·火赤哈兒於1096年至1097年為花剌子模沙阿。不同於後來的其他花剌子模沙阿，他不是阿努什的斤的後人。
阿努什的斤死後，他受塞爾柱統治者巴爾基雅魯克推荐接任。他只做了很短時間的沙便被其他埃米爾推翻並殺死，由庫都不丁·穆罕默德繼承沙阿。
| 前任： 阿努什的斤 | 花剌子模王朝君主 1096年?－1097年 | 繼任： 庫都不丁·穆罕默德 |